# Savet za nacionalnu bezbednost Republike Srbije
Savet za nacionalnu bezbednost predstavlja telo Republike Srbije razmatra pitanja od značaja za nacionalnu bezbednost i usmerava rad službi bezbednosti. Zakon o osnovama uređenja službi bezbednosti od 2007. godine zakonski je definisao rad ovog tela.

## Nastanak Saveta za nacionalnu bezbednost
Pre nego što je savet u današnjem formatu osnovan, bilo je nekoliko neuspešnih pokušaja formiranja tela koje bi okupilo glavne donosioce odluka u sektoru bezbednosti. Vlada SRJ je 2000. godine obrazovala Savet za odbranu i bezbednost, na čijem je čelu bio tadašnji premijer, kao i ministar odbrane, ali se telo nije mešalo poslove Vrhovnog Saveta odbrane, već je bilo savetodavnog karaktera.
Sledeći pokušaj predstavljalo je osnivanje Saveta za državnu bezbednost uredbom Vlade Zorana Đinđića, ali ni ona nije bila dugog veka.  Prva vlada Vojislava Koštunice je u januaru 2006. godine uredbom osnovala jedan ovakav savet radi uspostavljanja bolje koordinacije rada tajnih službi, ali ovaj Savet se nikada nije sastao.
Prvi put termin Savet za nacionalnu bezbednost počinje da se koristi 2006. godine. Vlada Srbije 2006. godine donosi odluku o formiranju saveta, koji je formalno uspostavljen u maju 2007. godine, stupanjem na snagu Zakona o osnovama uređenja službi bezbednosti.

## Sastav Saveta
1. Predsednik
2. Predsednik Vlade
3. Ministar odbrane
4. Ministar unutrašnjih poslova
5. Ministar pravde
6. Načelnik Generalštaba Vojske Srbije
7. Direktor Bezbednosno-informativne agencije (BIA)
8. Direktor Vojnobezbednosne agencije (VBA)
9. Direktor Vojnoobaveštajne agencije (VOA)
10. Sekretar Saveta za nacionalnu bezbednost[4]

Sednice Saveta saziva i njima predsednik Republike, najmanje jednom u tri meseca, po potrebi i češće. Dnevni red utvrđuje predsednik zajedno sa predsednikom Vlade. Ukoliko je predsednik sprečen i ne može da predsedava, dužnost preuzima predsednik Vlade.
Predsednik može na svoju, ili inicijativu nekoga od članova, pozvati  na sednicu rukovodioce državnih organa i institucija, ili neka druga lica koja nisu članovi saveta.  Sve zaključke i druge akte koji se donesu potpisuje lično predsednik Republike.

## Sekretar Saveta za nacionalnu bezbednost
Sekretar učestvuje u radu Saveta, ali nema prava odlučivanja. Njegova glavna funkcija je staranje o realizaciji svih zaključaka Saveta. Dolaskom nove vlasti, promenjen je Zakon o osnovama uređenja službi bezbednosti, i propisano je da predsednik Republike postavlja i razrešava sekretara Saveta za nacionalnu bezbednost.

## Kancelarija Saveta za nacionalnu bezbednost
Kancelarija Saveta za nacionalnu bezbednost obavlja stručne i administrativne poslove za potrebe Saveta, a naročito:
- poslove u vezi sa sazivanjem i pripremanjem sednica Saveta;
- stručne poslove u vezi sa praćenjem sprovođenja smernica i zaključaka Saveta;
- poslove administrativno-tehničke podrške Birou za koordinaciju;
- čuvanje i stavljanje na uvid članovima Saveta izveštaja i drugih akata Saveta[6]

## Nadležnosti Saveta za nacionalnu bezbednost
Sve nadležnosti i ovlašćenja saveta propisani su Zakonom  o osnovama uređenja službi bezbednosti. Sve nadležnosti saveta se uglavnom svode na  koordinaciju elemenata sektora bezbednosti – vojske, policije i službi bezbednosti.
- Stara se o nacionalnoj bezbednosti tako što razmatra pitanja iz oblasti bezbednosti
- Koordinira rad državnih organa koji čine sektor bezbednosti i razmatra mere za unapređenje nacionalne bezbednosti
- Usmerava i usklađuje rad službi bezbednosti tako što razmatra obaveštajno-bezbednosne procene i donosi zaključke u vezi s radom službi bezbednosti i Biroa za koordinaciju službi bezbednosti
- Određuje prioritete i načine zaštite i usmerava ostvarivanje nacionalnih interesa koji se sprovode obavljanjem obaveštajno – bezbednosnih delatnosti
- Usmerava i usklađuje rad službi bezbednosti
- Daje Vladi mišljenje o predlozima budžeta službi bezbednosti, o predlozima godišnjih i srednjoročnih planova rada službi bezbednosti, kao i o predlogu za postavljenje i razrešenje rukovodilaca službi bezbednosti
- Stara se o usaglašenoj primeni propisa i standarda za zaštitu podataka o ličnosti, kao i drugih propisa kojima se štite ljudska prava koja mogu biti ugrožena razmenom informacija ili drugim operativnim radnjama[3]

## Glavni nedostaci Saveta za nacionalnu bezbednost
Kao glavni nedostaci SNB mnogi navode nepotpunost samog Saveta.  Predsednik Narodne skupštine se ne nalazi među članovima, a Savet nije u obavezi da podnosi izveštaj o svom radu skupštini i njenim radnim telima, čime se narušavaju principi demokratske kontrole. U okviru sastava ne možemo naći ni direktora policije, iako je sve veća uloga policije u prevenciji savremenih izazova i rizika.
Ministar spoljnih poslova takođe nije član, što se smatra veoma velikim propustom, jer je on jedan od ključnih organa u samom sistemu nacionalne bezbednosti.
Pored navedenih organa u Savetu se ne nalaze ni tužilac za organizovani kriminal, kao ni predsednik Vrhovnog suda.
Iz sastava Saveta su bez objašnjenja izostavljeni ministar spoljnih poslova, predsednik Vrhovnog suda, Republički javni tužilac i predsednik Narodne skupštine, odnosno predsednik Odbora za odbranu i bezbednost Skupštine

## Spoljašnje veze
- Kancelarija Saveta za nacionalnu bezbednost
- Beogradski centar za bezbednosnu politiku Архивирано на веб-сајту  (5. септембар 2019)